# Kościół św. Anny w Długiem (powiat żagański)
Kościół pw. św. Anny w Długiem – rzymskokatolicki kościół filialny w Długiem, w powiecie żagańskim, w gminie Szprotawa. Należy do parafii św. Mikołaja w Mycielinie, dekanat Szprotawa, diecezja zielonogórsko-gorzowska.
Kościół zbudowany został w końcu XIX w., gdy spłonęła poprzednia świątynia pw. św. Jakuba.
Konsekracja kościoła nastąpiła dokładnie 27 listopada 1890. Do 1945 służył miejscowym ewangelikom, a następnie jako kościół katolicki. 
W trawniku od strony południowej leży płyta nagrobna Gustava Irrganga, co sugeruje istnienie niemieckiego cmentarza wokół budowli.
To jedyny kościół w stylu neogotyckim na terenie gminy Szprotawa. W tym samym stylu i podobnej konwencji wybudowana została jeszcze kaplica cmentarna w sąsiednich Siecieborzycach. 

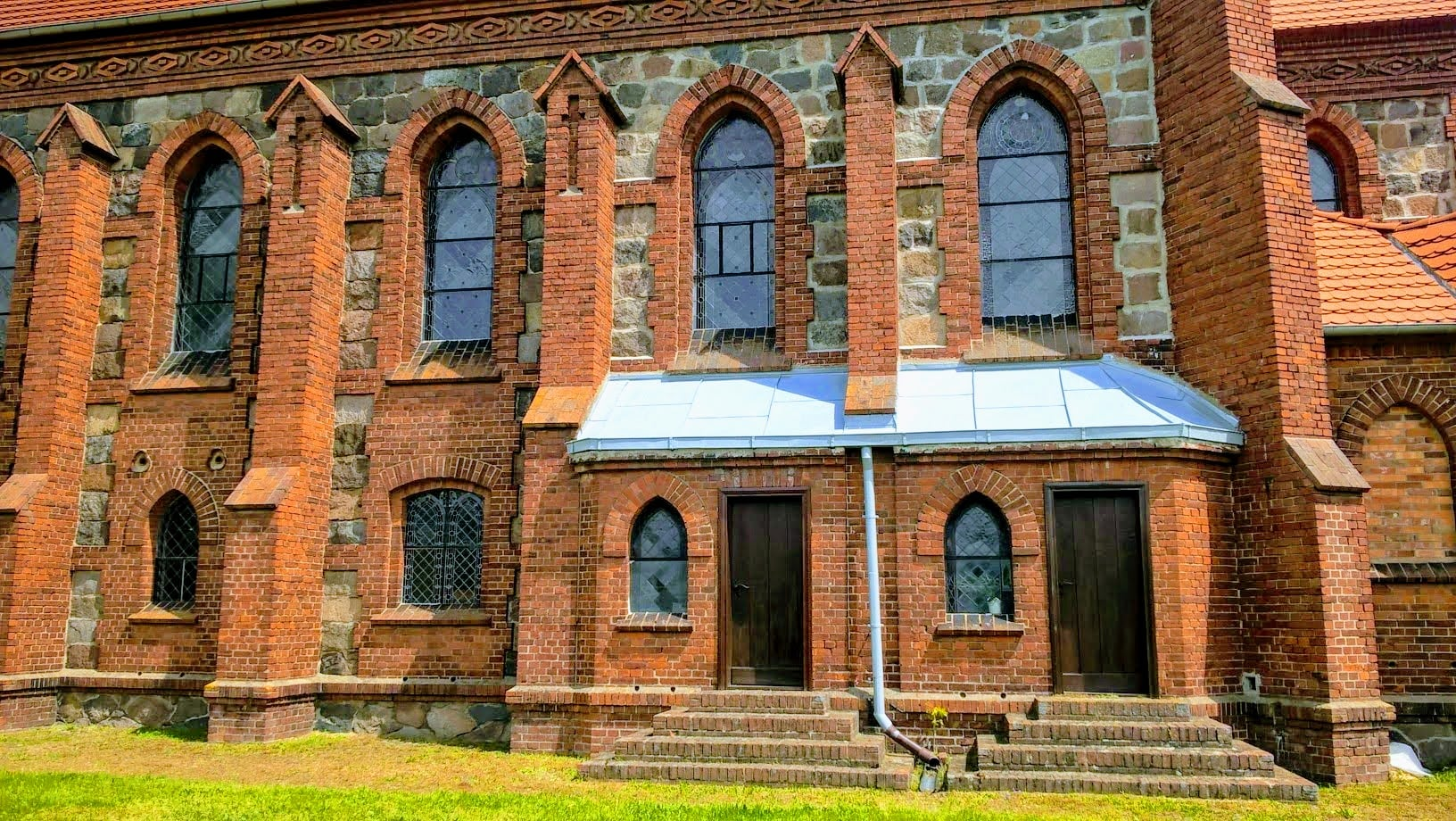
Neogotycki kościół św. Anny w Długiem w 2021

## Architektura
Budowla na planie prostokąta w stylu neogotyckim, jednonawowa, murowana z kamienia i cegły, przykryta dachem dwuspadowym. Od północy dobudowana wieża z zegarami, zwieńczona dachem wieżowym. Kościół nie jest orientowany.
Przy wejściu wmurowana tablica z datą 24 XII 1945 – 24 XII 1995, upamiętniająca 50. rocznicę przybycia mieszkańców Kresów Wschodnich.